# Йеле Клаасен
Йеле Клаасен (на нидерландски: Jelle Klaasen) е нидерландски играч на дартс (стрелички).
На 15 януари 2006 г., само 21-годишен, той става най-младия световен шампион по дартс. На финала успява да победи сънародника си Реймонд ван Барнефелд, като срещата завършва 7-5. Преди това изненадва всички, като надвива и световния № 1 – Мервин Кинг.
Преди шампионата възможността да се поздрави с титлата се оценява от букмейкърите като 100:1.
На световното първенство през 2007 г. отпада шокиращо още на първия рунд.